# Józsiás
A Józsiás héber eredetű férfinév, jelentése: Jahve adjon gyógyulást.

## Gyakorisága
Az 1990-es években szórványos név, a 2000-es években nem szerepel a 100 leggyakoribb férfinév között.

## Névnapok
- február 16.[2]
- június 22.[2]
- július 6.[2]

## Híres Józsiások
- Molnár Józsiás, országgyűlési képviselő, szül. 1836-ban Kézdi-Vásárhelyt (Háromszéken.); kora fiatalságától fogva iparral és kereskedelemmel foglalkozott és szülővárosában műmalmot létesített, mely nagy hírnévre tett szert.